# Erysiphe knautiae
Erysiphe knautiae är en svampart som beskrevs av Duby 1830. Erysiphe knautiae ingår i släktet Erysiphe och familjen Erysiphaceae.  Arten är reproducerande i Sverige. Inga underarter finns listade i Catalogue of Life.